# Джерсі-Сіті
Дже́рсі-Сі́ті (англ. Jersey City) — місто (англ. city) в США, в окрузі Гудзон штату Нью-Джерсі, на правому березі річки Гудзон; західне передмістя Нью-Йорка. Населення — 292 449 осіб (2020). Є другим за населенням містом штату після Ньюарка.
Нью-Джерсі обмежений з трьох сторін водами річки Гудзон, Верхньої Нью-Йоркської затоки, річки Гакенсак та Ньюаркської затоки.
Нью-Джерсі є торговим й промисловим центром, входить до складу Нью-Йоркської агломерації. Порт з 17,7 км лінії водного фронту самого міста поєднується з великим залізничним вузлом, що робить місто важливим транспортним центром.
Перебудова прибережних районів міста перетворила місто у великий офісний ринок.
Електротехнічна, хімічна і харчова промисловість.

## Географія
Джерсі-Сіті розташоване за координатами 40°42′41″ пн. ш. 74°3′53″ зх. д. / 40.71139° пн. ш. 74.06472° зх. д. (40.711417, -74.064760). За даними Бюро перепису населення США в 2010 році місто мало площу 54,60 км², з яких 38,32 км² — суходіл та 16,28 км² — водойми.

## Демографія

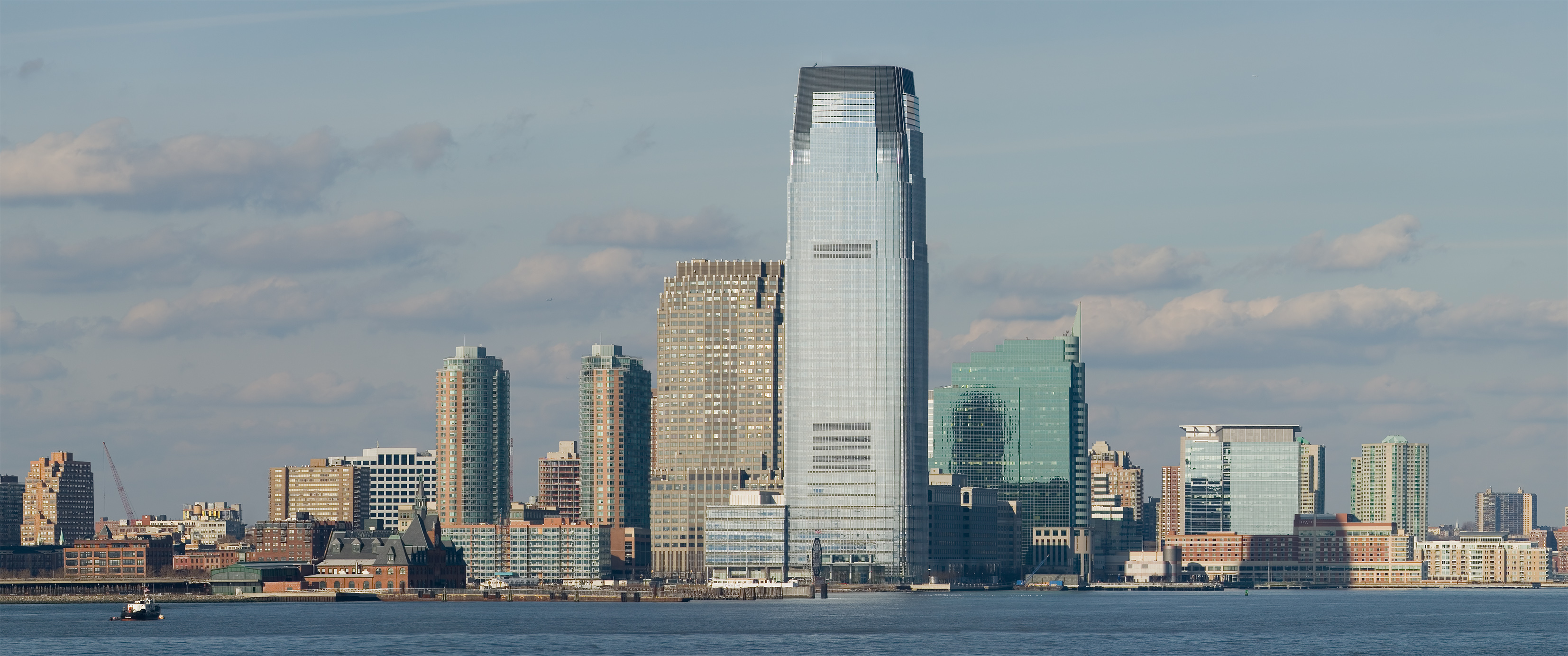
Вигляд міста з Нью-Йорка у січні.

Згідно з переписом 2010 року, у місті мешкало 247 597 осіб у 96 859 домогосподарствах у складі 57 671 родини. Було 108720 помешкань
Расовий склад населення:
| - 32,7 % — білих - 25,8 % — чорних або афроамериканців - 23,7 % — азіатів - 0,5 % — корінних американців - 0,1 % — вихідців з тихоокеанських островів - 12,8 % — осіб інших рас |

До двох чи більше рас належало 4,4 %. Частка іспаномовних становила 27,6 % від усіх жителів.
За віковим діапазоном населення розподілялося таким чином: 21,1 % — особи молодші 18 років, 69,9 % — особи у віці 18—64 років, 9,0 % — особи у віці 65 років та старші. Медіана віку мешканця становила 33,2 року. На 100 осіб жіночої статі у місті припадало 97,6 чоловіків; на 100 жінок у віці від 18 років та старших — 96,0 чоловіків також старших 18 років.
Середній дохід на одне домашнє господарство становив 84 412 долари США (медіана — 59 537), а середній дохід на одну сім'ю — 90 738 доларів (медіана — 64 522). Медіана доходів становила 57 370 доларів для чоловіків та 48 369 доларів для жінок. За межею бідності перебувало 19,3 % осіб, у тому числі 29,3 % дітей у віці до 18 років та 16,0 % осіб у віці 65 років та старших.
Цивільне працевлаштоване населення становило 130 793 особи. Основні галузі зайнятості: освіта, охорона здоров'я та соціальна допомога — 20,5 %, науковці, спеціалісти, менеджери — 16,5 %, фінанси, страхування та нерухомість — 13,1 %, роздрібна торгівля — 10,5 %.

## Транспорт
Через центр міста курсують потяги швидкісного трамваю Гудзон-Берген, що обслуговують округи Гудзон та Берген. Також у місті працюють чотири станції міжміського метро PATH.

## Відомі люди
- Норма Толмадж (1894—1957) — американська актриса і продюсер часів німого кіно
- Норман Ллойд (1914—2021) — американський актор, продюсер та режисер
- Трейсі Волтер (* 1947) — американський актор
- Натан Лейн (* 1956) — американський актор театру, кіно та озвучування
- Ковальчик Петро (1894—1980) — український поет, громадський діяч, редактор і видавець, військовик.